# 扎米斯洛維奇
51°15′10″N 27°56′43″E / 51.25278°N 27.94528°E
扎米斯洛維奇（烏克蘭語：Замисловичі），是烏克蘭北部的村莊，隸屬日托米爾州的科羅斯滕區。該村始建於1545年，面積2.46平方公里，海拔高度178米，2001年人口946，人口密度每平方公里384.55人。